# 香港經濟
香港經濟是高度依賴國際貿易的自由市場經濟系統，作为全球服务业主导程度最高的经济体，金融服務业（2019年該業增加值佔GDP的21.2%）、貿易及物流业（19.8%）、專業服务及其他工商業支援服務（11.9%）、旅遊业（3.6%）是香港经济的四個傳統主要行業。
香港是世界贸易组织（WTO）的创始会员以及亚太经济合作组织（APEC）的早期成员。香港經濟以全球最自由開放而全球知名，美國傳統基金會於1995年至2019年、加拿大費沙爾學會（Fraser Institute）於1996年起及智庫卡都研究所等所發表的自由經濟體系報告，均評定香港為全球首位。香港在世界银行营商便利度排名维持在全球第二到第六位之间，2020年报告排行全球第三，在福布斯全球最佳营商地排名中长期占据前十行列，2019年排行全球第三，亚洲第一。在世界经济论坛发布的《全球競爭力報告2018-2019》中，香港排名全球第三，连续八年跻身全球十大最具竞争力的经济体行列。國際管理發展學院發布的《2025年世界競爭力年報》中，香港全球排名第三。英國智庫Z/Yen發布的《全球金融中心指數》中，香港維持全球第三，亞太區榜首。

## 簡述

### 金融业
香港作为国际金融中心及亚洲的主要资本市场，金融服务业一直是本港最重要的经济支柱之一。截至2018年3月，根据全球金融中心指数，香港是僅次於倫敦和紐約的全球第三大金融中心，在亚洲排名第一；其中，银行业、基金管理业、证券业、保险业服务范围凭借完善制度及高度的自由开放，服务范围远超本土，在亚太区内举足轻重。香港是全球最活跃及流动性最高的证券市场之一，截至2020年12月底，以市值计算，香港股票市场在亚洲排名第三，全球排名第五，上市公司数目超过2500家，总市值达6.1万亿美元。据国际结算银行调查显示，2019年，香港是亚洲第二大和全球第四大外汇市场，平均每日成交额达6,321亿美元。

### 贸易业
2019年，香港是全球第八大商品贸易经济体。在自然条件上，香港是一个不淤积的天然深水港，靠近主要海运航道，五小時機程範圍已覆蓋全球逾半數人口，在政策条件上，香港是一个自由港，一般进口货物毋须缴付进口税或关税，并奉行简单低稅率的政策，以鼓勵貿易和生產，使得香港成为亚洲的重要运输及贸易枢纽。香港曾一度是全球最大的货柜港口，至2020年为全球第九大货柜港。自1996年以來，香港國際機場一直是全球最繁忙的國際航空貨運機場，客運量也位居世界前列。於2017年，機場的貨運量為494萬公噸，佔香港外貿總值42%，達到34,400億港元。
截至2020年，近4000間國際企業選擇在香港設立地區總部或辦事處，主要從事的業務包括批發零售、進出口貿易、其他商用服務（例如會計、廣告、法律等行業）、銀行和金融、製造業、運輸及相關服務。香港亦是世界上備受歡迎的營商及大型會議舉辦地點。每年有超過300個國際會議及展覽會在香港舉行。

## 歷史簡介

### 香港開埠前的經濟活動
從古代至清朝後期，香港本土的經濟活動主要以農業、漁業為主，其中鹽業、採珠業、 香木業亦曾興盛一時，但自清朝初期實行海禁遷界政策之後陷入停頓。唐宋時期，屯門一帶為廣州海上交通之外港，是中外船舶進出廣州的中轉站或中途站。從18世紀末開始，不少西方商船選擇港島、大嶼山和南丫島一帶，作為停泊和補充淡水給養的地方，港九一帶人口不斷增加，形成初具規模的市鎮。

### 轉口貿易主導時期
1841年1月26日，英國政府代表查理·義律派遣英軍登陸香港島水坑口，宣稱管治港島，標誌香港正式開埠，並於同年6月宣佈香港為自由港，凡屬華商與中國船舶來港貿易，一律特許免納任何費用賦稅，從此來往中國及歐洲各國的貨物及資金開始在香港聚集，進出口貿易開始成為香港經濟的支柱產業。英國商人不但在香港興建貨倉及碼頭等海港設施，還開辦了洋行及銀行等貿易配套。不少華人亦從事如搬運及運輸等與貿易相關的業務，而部份華商也來港設立南北行經商，與港口貿易相關的航運及造船業亦迅速壯大。憑藉優越的地理位置、天然深水良港和自由經濟政策，19世紀末，香港成為亞洲重要的轉口港及遠東的船舶工業基地。

### 製造業主導時期
香港日佔時期，香港經濟幾乎癱瘓。但在1945年香港重光後，香港經濟旋即迅速復原。但隨著1950年韓戰爆發，聯合國宣佈向中华人民共和国實施禁運，對香港的轉口貿易造成打擊。由於香港是英國殖民地，政局相對穩定，大量移民湧入香港，當中不少企業家帶着資金、設備和專業技術，結合廉價的勞動力，香港工業開始迅速發展。
1950年代，以纺织业、制衣业、塑胶业蓬勃发展为代表，二戰後歐美國家消費市場的不斷增長，本土工業開始蓬勃發展。
周恩來等領導人在1962年根據港澳市場和供應港澳鮮活冷凍商品之運輸要求，中國外經貿部和鐵道部共同開創從湖北江岸、上海新龍華和河南鄭州北站始發之751、753、755次3趟貨運快車，保證內地鮮活冷凍商品供應港澳地區，滿足港澳日常生活需要；內地以低廉價格供應日常生活用品和工業原料、半制成品，降低香港經濟生產成本，提高國際市場競爭力，從而抑制通貨膨脹、高速發展經濟:26。1967年因香港左派響應中國最高領導人毛澤東發動的文化大革命在香港發起六七暴動，期間香港的經濟活動一度大受影響，工廠接單困難，資產價格暴跌並引發六七股災，恆生指數在8月31日下跌至歷來最低的58.61點收市，由於中國當局配合香港左派罷市大幅削減供港食品，港英政府曾經動用米糧儲備應對，又因1960年代的香港農業仍可供應一半的蔬菜及肉品，斷糧危機得以被化解。
1960年代，香港製造業以工業產品爲出口導向，大量產品被外銷到歐美國家，香港步入經濟起飛時期。
1970年前后，电子、钟表和玩具业成为香港制造业的主导行业，手表出口量、玩具出口额一度高居全球第一。

### 金融業主導時期

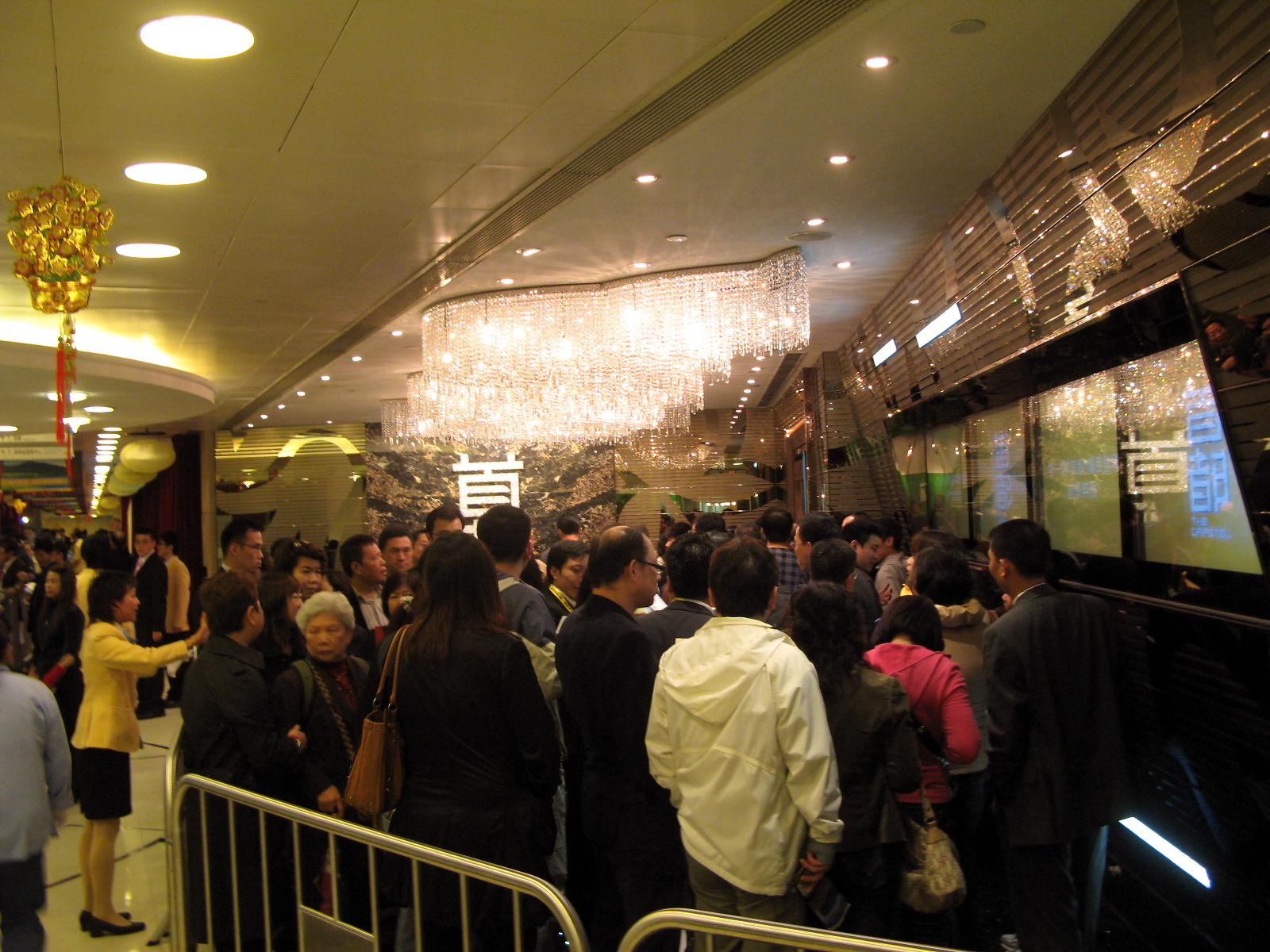
香港地產主導時期

20世纪70年代，由于西方国家的“石油危机”及對進口貨品配額制，导致香港制造业产品需求萎缩，出口受阻，台灣、新加坡及韓國等地相继开始工业化，對香港出口的商品構成直接競爭，再加上本地高地价、高通胀的成本急升，香港传统出口工业品的优势受到严重挑战。1978年，中國大陸实行改革開放，香港制造业开始大规模内迁。自1980年代起，香港出現戰後第二次經濟轉型，發展動力逐漸由製造業轉移到以金融業為核心的服務業行業，到80年代末期，服务业在本地生产总值中的比重已超过80%，香港在亚洲乃至全球的国际贸易和金融中心的地位逐步确立。

### 主权移交后
1997年香港主权移交后，经过亞洲金融風暴及SARS、金融海啸的衝擊，香港經濟进入较长时间的結構調整過程，CEPA的签订及港澳個人遊开放，使香港经济与中国内地市场进一步融合。本港经济亦面临严峻的去工業化後转型问题，到目前为止經濟成長幾乎只能靠传统的金融保險、住宿、貿易物流、不動產、專業及商業服務、醫療保健、教育、藝術娛樂及休閒等服務業來支持，缺乏多元性，且極易受外圍經濟环境的影響，而新兴产业如创新科技产業卻遲遲無法完全發展起來，缺乏新的经济成长动力。
香港交易所獨立非執行董事謝清海於2019年7月表示當前香港經濟由卡特尔主導，「在目前的制度下，很大部分的香港人感受不到經濟及社會發展的成果」。
2020年起，香港受2019年冠狀病毒病疫情肆虐。多波疫情期間當局採取歷來最嚴格的邊境管制，並實施多項保持社交距離措施，令經濟表現受拖累。
2022年底，中國多地爆發「白紙運動」，迫使習近平當局放棄實施近3年的「清零政策」。2023年年初，香港跟随中国大陆放弃清零政策全面恢复对外通关之后，本地经济迎来整体性复苏，2023年恢復3.3%的正增長。承接經濟穩步發展的勢頭，2023年第一季度實質本地生產總值按年增長2.7%，估計全年有約2.5%至3.5%的經濟增長。香港的營商環境也得到了顯著改善，特區政府致力於構建健全穩定的營商環境，從而為投資者鋪設了廣闊的發展空間。根據近期的調查數據，逾六成參與調研的企業認為全國人大制定實施《香港國安法》將對他們的業務產生正面或中立影響，這一統計結果有力地展示了香港營商環境的改善及投資者的期望。此外，2024年《全球金融中心指數》報告顯示，香港在全球金融中心的總體排名總排名維持第四位，整體評分741分。
由於中國共產黨總書記習近平親自指揮部署的「房住不炒」政策導致中國房地產行業持續低迷，嚴重拖累中國經濟增長，他在2024年9月召開的中共中央政治局會議上宣布降低存款準備率，實施有力度的降息，促進中國房地產市場止跌回穩，推翻自己在2016年底提出的房地產調控政策。受到中共中央釋放的利好消息影響，恆生指數飆升及成交額大增，2024年9月30日更出現一日成交額突破5,000億的歷史新高。
2024年11月8日，中共中央港澳工作办公室在深圳舉行香港工商界人士座談會，會中中共中央港澳辦主任夏寶龍指，要以實際行動詮釋愛國愛港，堅持以港為家、倚港興業。會上，出席座談會的29位香港工商界圍繞如何以實際行動推動香港更好發展提出建議。
2025年第一季度，香港的貨物出口與服務輸出顯著增長，推動經濟實現了按年3.1%的增長率，這一增幅相較於前一季度明顯加快，反映出香港經濟環境的回暖。
2025年《全球金融中心指數》報告指出，香港在全球總排名中保持第三，「融資」、「投資管理」、和「保險業」領域均位列全球第一。瑞士國際管理發展學院發布的《2025年世界競爭力年報》中，香港全球排名第三，其中「稅務政策」全球第一，「政府效率」全球第二，香港普通法制度、低税率和自由貿易政策被國際商界認可。

## 經濟數據

### 历年季度本地生產總值GDP（以當時市價計算）
| 1997年至今的本地生產總值（百萬港元） |         |                 |         |                 |         |                 |         |                 |                    |                 |                 |
| 年份                                 | 1季度   | 1季度           | 2季度   | 2季度           | 3季度   | 3季度           | 4季度   | 4季度           | 全年               | 全年            | 全年            |
| 年份                                 | GDP     | 同比 实增 （%） | GDP     | 同比 实增 （%） | GDP     | 同比 实增 （%） | GDP     | 同比 实增 （%） | GDP                | 名义 增长 （%） | 同比 实增 （%） |
| 2024                                 | 729,857 | 2.8%            | 715,986 | 3.2%            | 747,941 | 1.8%            |         | %               | 2,193,784（首3季） |                 |                 |
| 2023                                 | 703,763 | 2.8%            | 693,816 | 1.6%            | 734,482 | 4.2%            | 762,957 | 4.3%            | 2,901,018          | 3.3%            | 3.3%            |
| 2022                                 | 690,203 | -4.0%           | 682,951 | -1.5%           | 704,615 | -4.9%           | 731,212 | -4.3%           | 2,808,981          | -2.0%           | -3.7%           |
| 2021                                 | 705,043 | 8.2%            | 678,824 | 7.6%            | 730,449 | 5.5%            | 753,424 | 4.7%            | 2,867,740          | 7.2%            | 6.4%            |
| 2020                                 | 654,083 | -9.4%           | 627,597 | -9.4%           | 687,240 | -4.0%           | 706,873 | -3.5%           | 2,675,793          | -5.9%           | -6.5%           |
| 2019                                 | 702,601 | 0.3%            | 688,922 | 0.1%            | 714,029 | -3.2%           | 739,470 | -3.6%           | 2,845,022          | 0.3%            | -1.7%           |
| 2018                                 | 684,576 | 4.5%            | 673,782 | 3.3%            | 723,381 | 2.6%            | 753,690 | 1.1%            | 2,835,429          | 6.6%            | 2.8%            |
| 2017                                 | 631,450 | 4.5%            | 628,300 | 3.9%            | 679,453 | 3.5%            | 720,408 | 3.4%            | 2,659,611          | 6.8%            | 3.8%            |
| 2016                                 | 590,572 | 1.1%            | 585,155 | 1.8%            | 636,400 | 2.3%            | 678,471 | 3.4%            | 2,490,598          | 3.8%            | 2.2%            |
| 2015                                 | 572,160 | 2.4%            | 565,750 | 3.1%            | 614,251 | 2.3%            | 646,119 | 1.9%            | 2,398,280          | 6.1%            | 2.4%            |
| 2014                                 | 535,907 | 3.0%            | 526,194 | 2.2%            | 580,793 | 3.2%            | 617,111 | 2.6%            | 2,260,005          | 5.7%            | 2.8%            |
| 2013                                 | 509,631 | 3.4%            | 492,375 | 3.1%            | 551,059 | 3.1%            | 585,240 | 2.9%            | 2,138,305          | 5.0%            | 3.1%            |
| 2012                                 | 483,654 | 0.8%            | 473,958 | 1.0%            | 523,740 | 1.8%            | 555,707 | 3.1%            | 2,037,059          | 5.3%            | 1.7%            |
| 2011                                 | 463,467 | 7.6%            | 456,607 | 5.3%            | 495,500 | 4.3%            | 518,856 | 3.0%            | 1,934,430          | 8.9%            | 4.8%            |
| 2010                                 | 414,024 | 8.0%            | 404,441 | 6.8%            | 448,864 | 6.9%            | 474,329 | 6.6%            | 1,741,658          | 7.1%            | 6.8%            |
| 2009                                 | 380,733 | -7.9%           | 387,476 | -3.4%           | 412,318 | -2.0%           | 441,989 | 2.5%            | 1,622,516          | -2.8%           | -2.5%           |
| 2008                                 | 410,910 | 7.2%            | 402,577 | 4.2%            | 429,336 | 1.2%            | 434,189 | -2.6%           | 1,677,012          | 3.4%            | 2.1%            |
| 2007                                 | 373,685 | 5.6%            | 378,215 | 6.1%            | 415,535 | 6.8%            | 448,139 | 6.9%            | 1,615,574          | 9.8%            | 6.5%            |
| 2006                                 | 349,049 | 9.0%            | 350,588 | 6.1%            | 375,411 | 6.4%            | 400,310 | 6.7%            | 1,475,358          | 6.5%            | 7.0%            |
| 2005                                 | 321,331 | 6.2%            | 331,485 | 7.1%            | 356,460 | 8.1%            | 373,314 | 6.9%            | 1,382,590          | 7.2%            | 7.4%            |
| 2004                                 | 308,143 | 7.7%            | 310,687 | 12.0%           | 327,651 | 6.6%            | 345,442 | 7.9%            | 1,291,923          | 4.8%            | 8.7%            |
| 2003                                 | 299,502 | 4.1%            | 287,670 | -0.9%           | 317,747 | 3.8%            | 329,842 | 4.7%            | 1,234,761          | -3.1%           | 3.1%            |
| 2002                                 | 302,981 | -1.0%           | 310,943 | 0.5%            | 328,762 | 2.8%            | 334,627 | 4.8%            | 1,277,613          | -1.8%           | 1.7%            |
| 2001                                 | 314,557 | 2.7%            | 317,779 | 1.5%            | 331,215 | -0.1%           | 335,666 | -1.7%           | 1,299,217          | -1.2%           | 0.6%            |
| 2000                                 | 303,322 | 5.1%            | 309,956 | -0.7%           | 327,869 | 2.1%            | 330,551 | -0.1%           | 1,271,698          | 4.0%            | 7.7%            |
| 1999                                 | 285,668 | N/A             | 302,426 | 2.3%            | 316,264 | 2.2%            | 316,264 | 3.9%            | 1,220,622          | -1.7%           | 2.5%            |
| 1998                                 | 304,130 | -4.2%           | 314,169 | 0.1%            | 321,640 | -0.9%           | 319,368 | -0.5%           | 1,259,307          | -4.7%           | -5.9%           |
| 1997                                 | 301,992 | 2.1%            | 327,439 | 1.3%            | 346,652 | 0.6%            | 347,780 | -1.8%           | 1,323,863          | 11.2%           | 5.1%            |

### 政府收入及開支
| 財政年度    | 政府收入總額   | 同比增速（%） | 政府開支總額   | 同比增速（%） | 政府盈餘(赤字)*  | 財政儲備        | 備註 |
| ----------- | -------------- | ------------- | -------------- | ------------- | ---------------- | --------------- | ---- |
| 2024-2025年 | 億港元         |               | 億港元         |               |                  |                 |      |
| 2023-2024年 | 5,494.06億港元 | -11.69%       | 7,213.01億港元 | -11.00%       | (1,002.05億港元) | 7,345.85億港元  |      |
| 2022-2023年 | 6,221.47億港元 | -10.30%       | 8,104.77億港元 | 16.89%        | (1,223.38億港元) | 8,347.90億港元  |      |
| 2021-2022年 | 6,935.76億港元 | 22.92%        | 6,933.39億港元 | -15.04%       | 293.61億港元     | 9,571.28億港元  |      |
| 2020-2021年 | 5,642.30億港元 | -4.52%        | 8,160.75億港元 | 34.26%        | (2,325.41億港元) | 9,277.67億港元  |      |
| 2019-2020年 | 5,909.26億港元 | -1.48%        | 6,078.30億港元 | 14.29%        | (105.75億港元)   | 11,603.08億港元 |      |
| 2018-2019年 | 5,997.74億港元 | -3.24%        | 5,318.25億港元 | 12.95%        | 679.49億港元     | 11,708.83億港元 |      |
| 2017-2018年 | 6,198.37億港元 | 8.15%         | 4,708.63億港元 | 1.91%         | 1,489.74億港元   | 11,029.34億港元 |      |
| 2016-2017年 | 5,731.24億港元 | 27.36%        | 4,620.52億港元 | 6.06%         | 1,110.72億港元   | 9,539.60億港元  |      |
| 2015-2016年 | 4,500.70億港元 | -5.99%        | 4,356.33億港元 | 9.96%         | 143.74億港元     | 8,428.88億港元  |      |
| 2014-2015年 | 4,786.68億港元 | 5.12%         | 3,961.83億港元 | -8.62%        | 727.97億港元     | 8,285.14億港元  |      |
| 2013-2014年 | 4,553.46億港元 | 2.98%         | 4,335.43億港元 | 14.90%        | 218.03億港元     | 7,557.14億港元  |      |
| 2012-2013年 | 4,421.50億港元 | 1.01%         | 3,773.24億港元 | 3.65%         | 648.26億港元     | 7,339.14億港元  |      |
| 2011-2012年 | 4,377.23億港元 | 16.27%        | 3,640.37億港元 | 20.80%        | 736.86億港元     | 6,690.88億港元  |      |
| 2010-2011年 | 3,764.81億港元 | 18.23%        | 3,013.60億港元 | 4.27%         | 751.21億港元     | 5,954.02億港元  |      |
| 2009-2010年 | 3,184.42億港元 | 0.59%         | 2,890.25億港元 | -7.49%        | 259.17億港元     | 5,202.81億港元  |      |
| 2008-2009年 | 3,165.62億港元 | -11.69%       | 3,124.12億港元 | 33.05%        | 14.50億港元      | 4,943.64億港元  |      |
| 2007-2008年 | 3,584.65億港元 | 24.46%        | 2,348.15億港元 | 3.51%         | 1,236.50億港元   | 4,929.14億港元  |      |
| 2006-2007年 | 2,880.14億港元 | 16.59%        | 2,268.63億港元 | -2.66%        | 586.01億港元     | 3,692.64億港元  |      |
| 2005-2006年 | 2,470.35億港元 | 3.71%         | 2,330.71億港元 | -3.78%        | 139.64億港元     | 3,106.63億港元  |      |
| 2004-2005年 | 2,381.97億港元 | 14.88%        | 2,422.35億港元 | -2.11%        | 213.56億港元     | 2,959.81億港元  |      |
| 2003-2004年 | 2,073.38億港元 | 16.82%        | 2,474.66億港元 | 3.47%         | (401.28億港元)   | 2,753.43億港元  |      |
| 2002-2003年 | 1,774.89億港元 | 1.10%         | 2,391.77億港元 | 0.12%         | (616.88億港元)   | 3,114.02億港元  |      |
| 2001-2002年 | 1,755.59億港元 | -21.99%       | 2,388.90億港元 | 2.58%         | (633.31億港元)   | 3,725.03億港元  |      |
| 2000-2001年 | 2,250.60億港元 | -3.41%        | 2,328.93億港元 | 4.42%         | (78.33億港元)    | 4,302.78億港元  |      |
| 1999-2000年 | 2,329.95億港元 | 7.81%         | 2,230.43億港元 | -6.82%        | 99.52億港元      | 4,442.54億港元  |      |
| 1998-1999年 | 2,161.15億港元 | -23.15%       | 2,393.56億港元 | 23.15%        | (232.41億港元)   | 4,343.02億港元  |      |
| 1997-1998年 | 2,812.26億港元 | N/A           | 1,943.60億港元 | N/A           | 868.66億港元     | 4,575.43億港元  |      |

* 政府盈餘/赤字已計入政府債券發行及償還款項的綜合盈餘

## 經濟统计數據
| 標題                             | | 同比         |
| -------------------------------- | --- | ------------ |
| 政府收入總額：                   | 6,221.47億港元(2022/23年)                                                                                              |              |
| 利得稅：                         | 1,673.36億港元(2021/22年)                                                                                              |              |
| 博彩稅：                         | 258.24億港元(2021/22年)                                                                                                |              |
| 地價稅：                         | 1,430.44億港元(2021/22年)                                                                                              |              |
| 綜合盈餘：                       | -563億港元(2022/23年)                                                                                                  |              |
| 財政儲備：                       | 6,986億港元(2023年8月)                                                                                                 |              |
| 政府開支：                       | 8,104.77億港元(2022/23年)                                                                                              | +11.1%       |
| 外匯與黃金儲備                   | 33,202.168億港元（約4,240億美元）（2022年12月）                                                                        |              |
| 外債                             | $136,591億港元（2023年第2季季末）                                                                                      |              |
| 經常帳戶餘額：                   | $337億港元（2011年9月30日）                                                                                            |              |
| 整體貨物出口                     | 7,386.31億港元（2023年8月至9月）                                                                                       |              |
| 整體服務輸出：                   | 6,150.69億港元（2021年）                                                                                               | +18.5%       |
| 整體貨物進口：                   | 8,288.03億港元（2023年8月至9月）                                                                                       |              |
| 整體服務輸入                     | 4,800.27億港元（2021年）                                                                                               | +12.6%       |
| 通貨膨脹率（消費價格）：         | +3.0%（2015年） |              |
| 失業率：                         | 1-2%（1980年代） 3%以上（1990年代中期） 7-8%（2002-03年間） 3.3%（2015年） 5.1%（2022年3月至5月） 3%（2023年3月至5月） |              |
| 勞動力：                         | 390.98萬人（2015年） 378.7萬人（2023年3月至5月）                                                                       |              |
| 製造業勞動力：                   | 2.5%（2015年） |              |
| 建築業勞動力：                   | 2.6%（2015年） |              |
| (批發零售、餐飲、飯店)勞動力：   | 28.1%（2015年） |              |
| (金融、保險、房地產)勞動力：     | 8.9%（2015年） |              |
| (交通和通信)勞動力：             | 7.3%（2015年） |              |
| (社團和社會服務)勞動力：         | 12.8%（2015年） |              |
| 人均生產總值：                   | 328,117.00港元（2015年）                                                                                               | 上升5.2%     |
| 本地生產總值最大年度增幅：       | 1976年 | 上升16.2%    |
| 本地生產總值最大年度收縮：       | 2020年 | 下跌6.5%     |
| 本地生產總值最大季度增幅：       | 1976年第四季 | 上升20.5%    |
| 本地生產總值最大季度收縮：       | 2020年第二季 | 下跌9.4%     |
| 本地生產總值最長收縮期（按年）： | 2019至2020年 | 連續兩年收縮 |
| 本地生產總值最長收縮期（按季）： | 2019第三季至2020年第四季                                                                                               | 連續六季收縮 |
| 零售業總銷貨價值：               | 4366億港元（2016年）                                                                                                   | 下跌8.1%     |
| 食肆總收益價值：                 | 1,074億港元（2016年）                                                                                                  | 上升2.9%     |
| 私人消費開支：                   | 12321.47億港元（2011年）                                                                                               | 上升8.4%     |

其他
- 2011年固定資本形成：4142.85億港元（上升7.3%）2011年
- （2004年）投資（固定資產）： GDP的22.7%
- 對外金融資產總值： $2億元（2011年9月30日）
- 對外金融負債總值： $1億元（2011年9月30日）
- 對外金融資產淨值： $5億（2011年9月30日）

以上數據不包括公共部門

## 部門經濟
農產品：
- 新鮮蔬菜、家禽、魚、豬肉

行業：
- 紡織品、服裝、旅遊業、銀行業、海運、電子行業、塑料、玩具、鐘錶

工業生產增長率：
- 1%（2004年）

香港農產品由於地方有限，主要依賴內地進口，但亦有少量香港本地農作。

## 能源

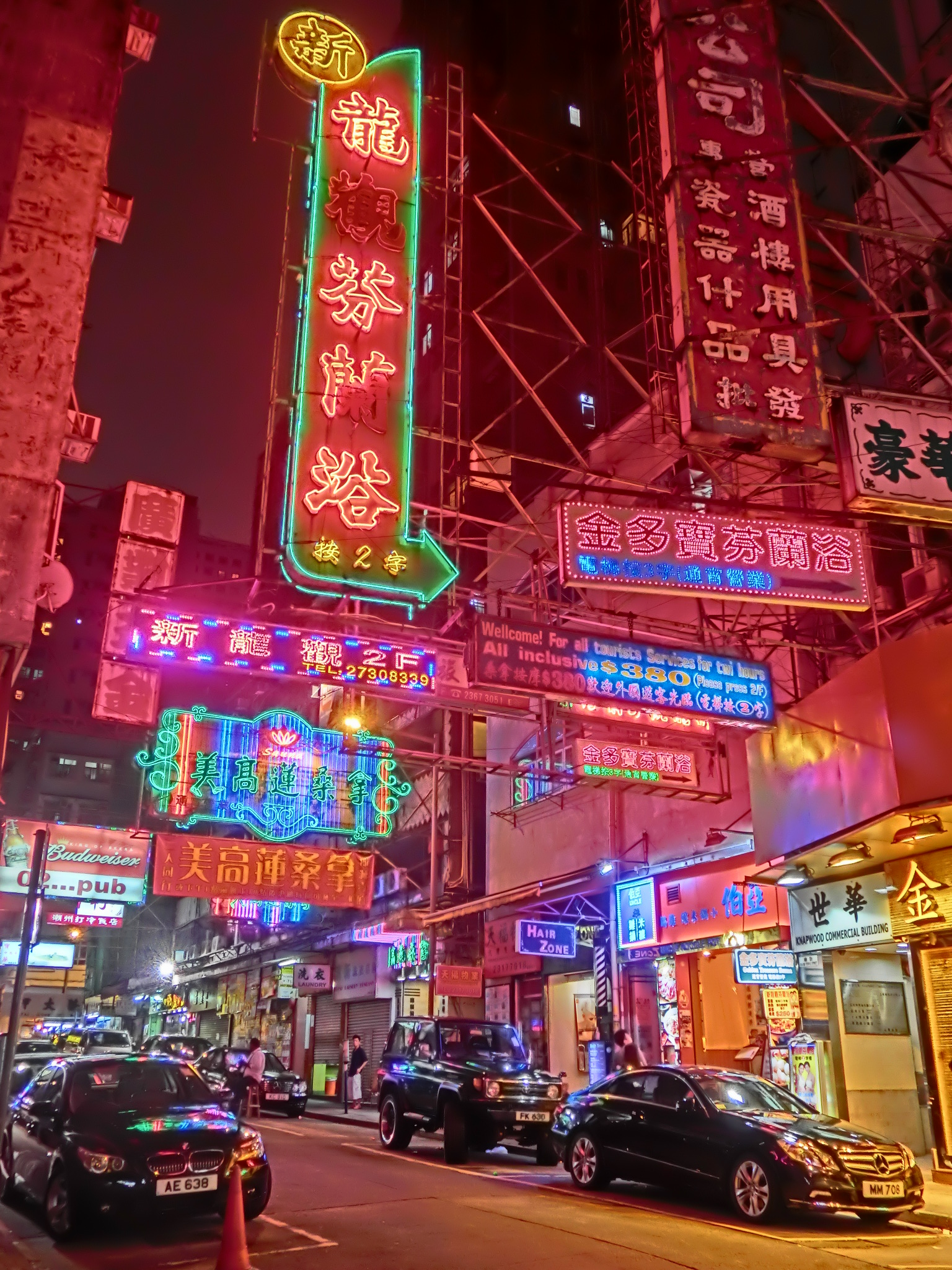
佐敦廟街

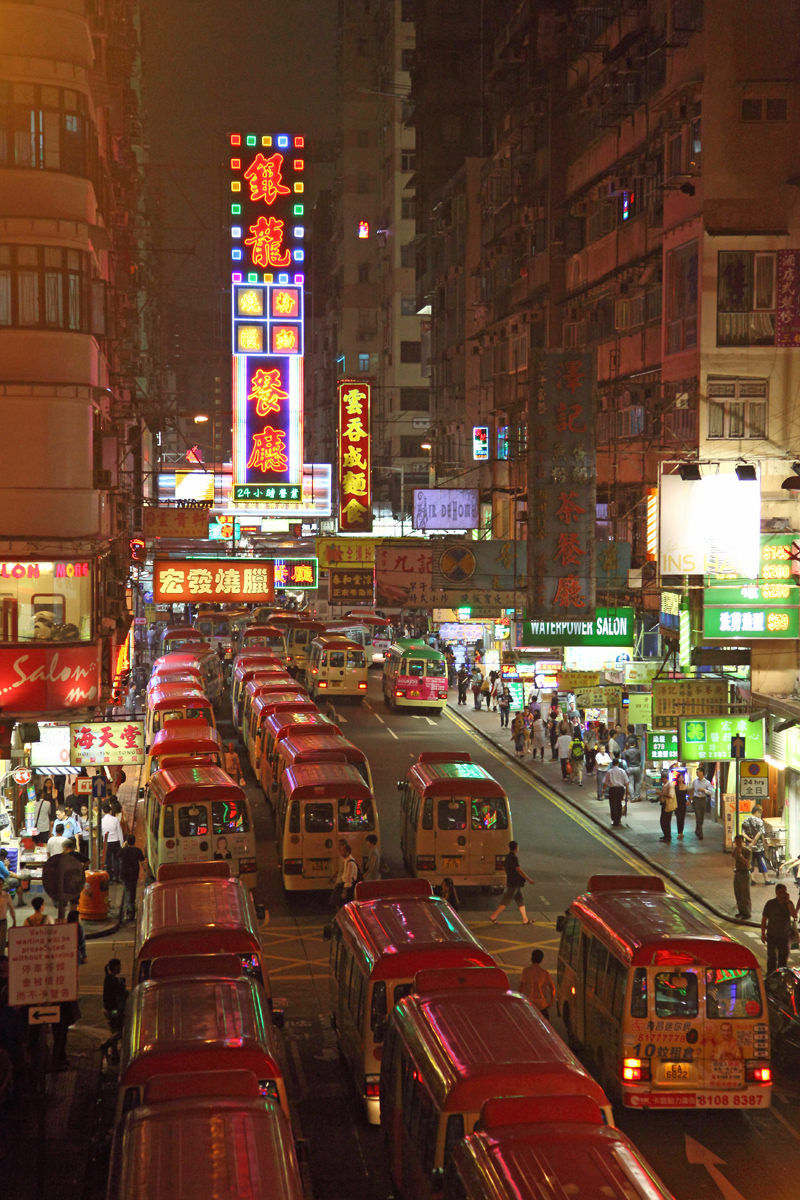
旺角西洋菜南街的紅色公共小巴

### 電力
現時香港有2間政府發牌的電力公司，分別為中華電力（中電）和香港電燈（港燈）。
近年，由於港燈連番加價，有建議「兩電聯網」措施，而另外有一間香港公司名為中港電力則希望能與中國內地組成跨境電力聯網加入競爭行列。
產電量：
- 400.1億千瓦／小時（2003年）

電力消耗：
- 384.5億千瓦／小時（2003年）

電力輸出：
- 30億千瓦／小時（2003年）

電力輸入：
- 104億千瓦／小時（2003年）

### 石油、天然氣
香港境內缺乏天然資源及能源，不生產石油和天然氣，完全依賴進口，所以對國際油價非常敏感。
石油消耗：
- 每日257,000桶（2001年）

天然氣消耗：
- 68,090萬立方米（2001年）

天然氣輸入：
- 68,090萬立方米（2001年）

## 出入口貿易
出口：
- $3826億（2010年）

入口：
- $4130億（2010年）

日用品出口：
- 電子儀器設備、紡織品、服裝、鞋類、鐘錶、玩具、塑料、寶石

主要出口地區：
- 中國大陸（42.6%）、美國（8.7%）、日本（5.4%）（2003年）

日用品入口：
- 電子儀器設備、紡織品、食品、運輸設備原料、半成品、石油、塑料；其中大份額轉口

主要入口地區：
- 中國大陸（43.5%）、日本（11.9%）、臺灣（6.9%）、美國（5.5%）、新加坡（5%）、韓國（4.8%）（2003年）

香港是全球輸出成衣、鐘錶、玩具、遊戲、電子和某些輕工業產品的主要地區。

## 貨幣
貨幣是港元（$），代碼為HKD。香港硬幣目前流通的有1、2、5毫和 1、2、5、10元。香港目前流通的各種硬幣是1993年開始發行的，各面值硬幣正面均鑄有洋紫荊花圖案（過去是英國各朝代的君主肖像），以及中文「香港」和英文「HONGKONG」字樣，背面是面值和年號。金屬成份和邊緣：1毫為鋼芯鍍黃銅，平邊；2毫為鎳黃銅，曲形凸邊；5毫為鋼芯鍍黃銅，絲齒；1元為鋼芯鍍鎳，絲齒；2元為鋼鎳合金，曲形凸邊；5元為鋼鎳合金，絲齒凸邊和文字；10元為銅鎳合金或鎳黃銅，間斷絲齒。
為紀念1997年7月1日香港主權移交予中華人民共和國和香港特別行政區的成立，香港金融管理局發行了一套回歸流通紀念硬幣，面值有1、2、5毫和1、2、5、10元，正面圖案與現行流通的硬幣完全一樣，均為洋紫荊圖案及中、英文「香港」字樣，背面有7種不同的圖案。10元鑄有橋樑圖案，象徵銜接、主權移交及順利過渡；5元鑄有5只蝙蝠圍繞中央圓形「壽」字，寓意壽富康寧；2元鑄有和合二聖圖案，一持荷花，一捧圓盒，取和諧好合之意；1元鑄有麒麟圖案，為傳說中的瑞獸；5毫鑄有牛圖案（1997年為牛年），象徵春耕時節，生意盎然；2毫鑄有兩隻尾部互相纏繞的蝴蝶風箏圖案，象徵歡樂和美好姻緣；1毫是鑄有中國傳統的帆船圖案，寓意一帆風順。
匯率：
- 兌美元： 7.779（2004年）、7.7868（2003年）、7.7989（2002年）、7.7988（2001年）、7.7912（2000年）、7.7575（1999年）

從1983年起，香港一直實行聯繫匯率制度，每7.8港元兌1美元，可在7.75-7.85的範圍內自由浮動。

## 延伸閲讀
- . thecollectivehk.com. 2025-03-26  [2025-05-16] （中文）.
- . Yahoo News. 2025-05-16  [2025-05-16] （中文）.

### 引用
1. ↑  . 政府新聞網 (政府新聞處). 2023-01-20  [2023-04-01]. （原始内容存档于2023-04-01）. （页面存档备份，存于）
2. ↑  . 政府統計處.   [2021-05-22]. （原始内容存档于2021-08-26）.
3. ↑  . 2017-06-09  [2017-11-18]. （原始内容存档于2020-10-21）. （页面存档备份，存于）
4. ↑  .   [2023-04-01]. （原始内容存档于2023-08-27）. （页面存档备份，存于）
5. ↑  .   [2023-04-01]. （原始内容存档于2023-04-09）. （页面存档备份，存于）
6. ↑  .   [2023-04-01]. （原始内容存档于2023-04-09）. （页面存档备份，存于）
7. ↑  . 香港金融管理局 (香港金融管理局). 2023-03-07  [2023-04-01]. （原始内容存档于2023-04-01）. （页面存档备份，存于）
8. 1 2  . hong-kong-economy-research.hktdc.com.   [2019-03-15]. （原始内容存档于2020-02-10）. （页面存档备份，存于）
9. ↑  . hong-kong-economy-research.hktdc.com.   [2019-03-15]. （原始内容存档于2020-02-10）. （页面存档备份，存于）
10. ↑  . www.censtatd.gov.hk.   [2021-05-22]. （原始内容存档于2021-08-26）. （页面存档备份，存于）
11. ↑  〈港13度蟬聯最自由經濟體系〉，載《香港商報》A2版，2007年1月17日
12. ↑  〈港經濟自由度十連冠〉，載香港《文匯報》B1版，2006年9月8日
13. ↑  香港蟬聯全球最自由經濟 （页面存档备份，存于） 《明報》 2012-09-19
14. ↑  . www.heritage.org.   [2019-03-15]. （原始内容存档于2021-01-25） （英语）. （页面存档备份，存于）
15. ↑  . World Bank.   [2021-03-18]. （原始内容存档于2021-04-21） （中文）. （页面存档备份，存于）
16. ↑  . Forbes.   [2019-03-27]. （原始内容存档于2018-07-05） （英语）. （页面存档备份，存于）
17. ↑  . Global Competitiveness Report 2019.   [2020-02-29]. （原始内容存档于2021-08-26） （美国英语）. （页面存档备份，存于）
18. ↑  . 星島頭條. 2025-06-17  [2025-06-25] （中文（香港））.
19. ↑  袁諾曦. . 香港經濟日報HKET.   [2025-06-25] （中文（繁體））.
20. ↑  . research.hktdc.com.   [2021-05-22]. （原始内容存档于2020-11-25）. （页面存档备份，存于）
21. ↑   (PDF).   [2021-05-22]. （原始内容存档 (PDF)于2021-05-22）. （页面存档备份，存于）
22. ↑  . www.tid.gov.hk.   [2019-03-15]. （原始内容存档于2020-10-20）. （页面存档备份，存于）
23. ↑  . 香港國際機場.   [2019-03-15]. （原始内容存档于2018-05-08） （繁体中文）. （页面存档备份，存于）
24. 1 2 3  [ http://www.cmi.hku.hk/Teaching/HKhistory/wks5.htm （页面存档备份，存于） 香港古代的經濟活動]
25. ↑  陳, 嘉文. . 明報. 2015年2月15日  [2018年8月3日]. （原始内容存档于2020年10月30日）. （页面存档备份，存于）
26. ↑  .   [2018-08-03]. （原始内容存档于2020-04-05）. （页面存档备份，存于）
27. ↑  . news.takungpao.com.hk.   [2019-03-08]. （原始内容存档于2019-03-27）. （页面存档备份，存于）
28. ↑  . 香港電台.   [2023-03-12]. （原始内容存档于2023-03-12）. （页面存档备份，存于）
29. ↑  . 香港記憶.   [2023-03-12]. （原始内容存档于2020-05-15）. （页面存档备份，存于）
30. ↑   (PDF). 公司註冊處.   [2023-03-12]. （原始内容存档 (PDF)于2023-03-19）. （页面存档备份，存于）
31. ↑  國務院港澳事務辦公室香港社會文化司編著. . 北京: 中共中央黨校出版社. 1997.
32. ↑  . 德國之聲. 2021-07-11  [2023-01-07]. （原始内容存档于2025-03-21） （中文（香港））.
33. ↑  . 眾新聞. 2018-07-15  [2023-05-03]. （原始内容存档于2023-03-26）.
34. ↑  . Yahoo財經. 2024-01-18  [2025-04-24].
35. ↑  黃震宇.  (PDF) 2017年6月. 香港: 香港中文大學. : 60  [2024-03-19]. （原始内容存档 (PDF)于2018-05-16）.
36. ↑  . 端傳媒. 2020-02-29  [2025-06-01]. （原始内容存档于2025-01-16）.
37. ↑   (PDF). 政府統計處.   [2023-03-12]. （原始内容存档 (PDF)于2019-11-06）. （页面存档备份，存于）
38. ↑  . 2019-07-11  [2019-07-15]. （原始内容存档于2021-08-26）. （页面存档备份，存于）
39. ↑   (PDF). 香港立法會. 2020-12  [2023-07-29]. （原始内容存档 (PDF)于2022-12-28）. （页面存档备份，存于）
40. ↑  . 美国之音. 2022-12-03  [2022-12-03]. （原始内容存档于2022-12-09）.
41. ↑  . 大公文匯網.   [2024-09-05]. （原始内容存档于2024-07-30） （zh-Hans-HK）.
42. ↑  . Yahoo Finance. 2024-03-22  [2024-09-05] （中文（香港））.
43. ↑  . 联合早报. 2024-01-29  [2024-01-29]. （原始内容存档于2024-01-29）.
44. ↑  . 香港01. 2024-09-26  [2024-09-26].
45. ↑  . 香港電台. 2024-09-30  [2024-09-30]. （原始内容存档于2024-12-17）.
46. ↑  . Now 新聞. 2024-11-08  [2025-03-13] （中文（香港））.
47. ↑  . www.hkcna.hk.   [2025-05-21].
48. ↑  馮子健. . 香港01. 2025-03-20  [2025-06-25] （中文（香港））.
49. ↑  王晉璇. . 香港01. 2025-06-23  [2025-06-25] （中文（香港））.
50. ↑  .   [2010-02-01]. （原始内容存档于2021-09-02）. （页面存档备份，存于）

### 网页
- 香港營商網（政府）- 營商環境（页面存档备份，存于）
- 香港概覽（政府）- 香港經濟體制
- 香港政府統計處 - 主要經濟及社會統計指標 （页面存档备份，存于）
- 1961年至今的香港本地生產總值(GDP) （页面存档备份，存于）